# Amici di Maria De Filippi (diciannovesima edizione, fase iniziale)
La diciannovesima edizione del talent show musicale Amici di Maria De Filippi è andata in onda nella sua fase iniziale dal 16 novembre 2019 al 22 febbraio 2020. Da venerdì 28 febbraio con la prima puntata in prima serata è iniziata la fase serale di questa edizione.
Il programma ha avuto inizio con la formazione della classe su Canale 5 con lo speciale del sabato pomeriggio in onda dalle 14:10 alle 16:00 con la conduzione di Maria De Filippi.
La striscia quotidiana è andata in onda su Real Time dal 18 novembre in fascia pomeridiana con la conduzione di Marcello Sacchetta, ballerino professionista del programma, e per la seconda volta da Lorella Boccia.
La sigla di questa edizione era stata la canzone Uno su mille di Gianni Morandi, già sigla della settima edizione, cantata e ballata dai ragazzi e dai professionisti.

## Corpo docente e concorrenti
Legenda:

 Tute del serale.
| Canto                                              | Canto                                              | Canto                                              |                    | Ballo                                                       | Ballo                                                       | Ballo                                                       |
| Professori                                         |                                                    |                                                    |                    |                                                             |                                                             |                                                             |
| - Rudy Zerbi - Stash Fiordispino - Anna Pettinelli | - Rudy Zerbi - Stash Fiordispino - Anna Pettinelli | - Rudy Zerbi - Stash Fiordispino - Anna Pettinelli |                    | - Alessandra Celentano - Timor Steffens - Veronica Peparini | - Alessandra Celentano - Timor Steffens - Veronica Peparini | - Alessandra Celentano - Timor Steffens - Veronica Peparini |
| Concorrenti                                        |                                                    |                                                    |                    |                                                             |                                                             |                                                             |
| Posizione                                          | Nome                                               | Disciplina                                         |                    | Posizione                                                   | Nome                                                        | Disciplina                                                  |
| 1                                                  | Gaia Gozzi                                         | cantautorato                                       | 2                  | Javier Rojas                                                | classico                                                    |                                                             |
| 3                                                  | Giulia Molino                                      | cantautorato                                       | 4                  | Nicolai Gorodiskii                                          | classico                                                    |                                                             |
| 5                                                  | Nyv (Mirella Nyvinne Pinternagel)                  | cantautorato                                       | 7                  | Valentin Alexandru Dumitru                                  | latino                                                      |                                                             |
| 6                                                  | Jacopo Ottonello                                   | canto                                              | 8                  | Talisa Ravagnani                                            | hip hop                                                     |                                                             |
| 9                                                  | Francesco Bertoli                                  | cantautorato                                       | Matteo Cogliandro  | Matteo Cogliandro                                           | ballo                                                       |                                                             |
| 10                                                 | Martina Beltrami                                   | cantautorato                                       | Karina Samoylenko  | Karina Samoylenko                                           | classico                                                    |                                                             |
| Stefano Farinetti                                  | Stefano Farinetti                                  | canto                                              | Federico Pietrucci | Federico Pietrucci                                          | hip hop                                                     |                                                             |
| Francesca Sarasso                                  | Francesca Sarasso                                  | cantautorato                                       | Ayoub Haraka       | Ayoub Haraka                                                | hip hop                                                     |                                                             |
| Devil Angelo (Angelo Autorino)                     | Devil Angelo (Angelo Autorino)                     | rap                                                | Giuseppe Preziosa  | Giuseppe Preziosa                                           | ballo                                                       |                                                             |
| Skioffi (Giorgio Iacobelli)                        | Skioffi (Giorgio Iacobelli)                        | rap                                                | Giorgia Lopez      | Giorgia Lopez                                               | ballo                                                       |                                                             |
| Michelangelo Vizzini                               | Michelangelo Vizzini                               | canto                                              | Alioscia Grossi    | Alioscia Grossi                                             | ballo                                                       |                                                             |
| Inico (Nicolò Arduini)                             | Inico (Nicolò Arduini)                             | band                                               | Sofia Di Benedetto | Sofia Di Benedetto                                          | ballo                                                       |                                                             |

## Tabellone dello speciale del sabato e day-time
Legenda:

     Concorrente nella squadra vincente di entrambe le manche
     Concorrente nella squadra vincente della 1ª manche
     Concorrente nella squadra vincente della 2ª manche
     Concorrente nella squadra perdente di entrambe le manche
 C  Capitano di una delle due squadre

 Sfida

 Sfida immediata

 Sfida interna

 Proposta di eliminazione

– Non sottoposto/a a verifiche

N.D. Non si esibisce

     Ottiene il banco ed entra nella scuola
     Vince la sfida
     Ritirato/a / Infortunato/a
     Espulso/a
     Eliminato/a
     Salvato/a dai professori
     Concorrente in sfida
 Esame di sbarramento
     Accede al serale
     Esente da ogni sfida poiché già al serale
 Supera l'esame per l'accesso al serale e ottiene la maglia verde

 Viene esaminato/a ma non accede ancora al serale

### Ballo
| Settimana | 1           | 2           | 2           | 3           | 3                              | 4                              | 4                              | 4                              | 5                                 | 5                                 | 6                                 | 7                                   | 7                                   | 7                                   | 8                                   | 9                                   | 9                                   | 10                                  | 10                                  | 10                                  | 10                                  | 11                                  | 11                                  | 11                                  | 12                                   | 12                                   | 12                                   | 13                                   | 13                                   |
| --------- | ----------- | ----------- | ----------- | ----------- | ------------------------------ | ------------------------------ | ------------------------------ | ------------------------------ | --------------------------------- | --------------------------------- | --------------------------------- | ----------------------------------- | ----------------------------------- | ----------------------------------- | ----------------------------------- | ----------------------------------- | ----------------------------------- | ----------------------------------- | ----------------------------------- | ----------------------------------- | ----------------------------------- | ----------------------------------- | ----------------------------------- | ----------------------------------- | ------------------------------------ | ------------------------------------ | ------------------------------------ | ------------------------------------ | ------------------------------------ |
| Valentin  | Non in gara |             | +1          |             |                                |                                | +1                             |                                | +1                                | [ N 1 ]                           |                                   |                                     |                                     | –                                   | N.D.                                |                                     |                                     | –                                   |                                     | +1                                  |                                     | N.D.                                | N.D.                                |                                     | +1                                   | +1                                   |                                      |                                      |                                      |
| Nicolai   | Non in gara | Non in gara | Non in gara | Non in gara | Non in gara                    | Non in gara                    | Non in gara                    | Non in gara                    | Non in gara                       | Non in gara                       | Non in gara                       | Non in gara                         | Non in gara                         | Non in gara                         | Non in gara                         |                                     |                                     | –                                   | +1                                  |                                     |                                     | N.D.                                | N.D.                                |                                     | +1                                   | +1                                   |                                      | +1                                   | +1                                   |
| Javier    | Non in gara |             | N.D.        |             | –                              | +1                             | +1                             | –                              | N.D.                              | –                                 | –                                 | +1                                  | +1                                  |                                     | [ N 4 ]                             | +1                                  | +1                                  | –                                   | N.D.                                | N.D.                                | –                                   |                                     |                                     |                                     | +1                                   | +1                                   |                                      | +1                                   | +1                                   |
| Talisa    |             | N.D.        | N.D.        | +1          | –                              |                                |                                |                                |                                   | –                                 | –                                 | +1                                  | +1                                  |                                     | [ N 4 ]                             |                                     |                                     | –                                   |                                     |                                     | –                                   | N.D.                                | N.D.                                |                                     |                                      |                                      |                                      | N.D.                                 | N.D.                                 |
| Matteo    | Non in gara | Non in gara | Non in gara | Non in gara | Non in gara                    | Non in gara                    | Non in gara                    | Non in gara                    | Non in gara                       | Non in gara                       | Non in gara                       | Non in gara                         | Non in gara                         | Non in gara                         | Non in gara                         | Non in gara                         | Non in gara                         |                                     | N.D.                                | N.D.                                |                                     | +1                                  | +1                                  |                                     |                                      |                                      |                                      |                                      |                                      |
| Karina    | Non in gara | Non in gara | Non in gara | Non in gara | Non in gara                    | Non in gara                    | Non in gara                    | Non in gara                    | Non in gara                       | Non in gara                       | Non in gara                       |                                     |                                     | –                                   | [ N 4 ]                             | N.D.                                | N.D.                                | –                                   | N.D.                                | N.D.                                | –                                   |                                     |                                     |                                     |                                      |                                      |                                      | NON SUPERA l'esame di sbarramento    | NON SUPERA l'esame di sbarramento    |
| Federico  |             | N.D.        | N.D.        | +1          |                                | N.D.                           | N.D.                           | –                              | +1                                | –                                 | –                                 |                                     |                                     | –                                   | [ N 4 ]                             | +1                                  | +1                                  | –                                   | N.D.                                | N.D.                                | –                                   | +1                                  | +1                                  |                                     | RITIRATO in seguito ad un infortunio | RITIRATO in seguito ad un infortunio | RITIRATO in seguito ad un infortunio | RITIRATO in seguito ad un infortunio | RITIRATO in seguito ad un infortunio |
| Ayoub     | Non in gara | Non in gara | Non in gara | Non in gara | Non in gara                    | Non in gara                    | Non in gara                    | Non in gara                    | Non in gara                       | Non in gara                       |                                   | N.D.                                | N.D.                                | –                                   | [ N 4 ]                             | N.D.                                |                                     | NON SUPERA l'esame di sbarramento   | NON SUPERA l'esame di sbarramento   | NON SUPERA l'esame di sbarramento   | NON SUPERA l'esame di sbarramento   | NON SUPERA l'esame di sbarramento   | NON SUPERA l'esame di sbarramento   | NON SUPERA l'esame di sbarramento   | NON SUPERA l'esame di sbarramento    | NON SUPERA l'esame di sbarramento    | NON SUPERA l'esame di sbarramento    | NON SUPERA l'esame di sbarramento    | NON SUPERA l'esame di sbarramento    |
| Giuseppe  | Non in gara | Non in gara | Non in gara |             | –                              |                                |                                |                                | N.D.                              | –                                 | –                                 |                                     |                                     | ELIMINATO per volere dei professori | ELIMINATO per volere dei professori | ELIMINATO per volere dei professori | ELIMINATO per volere dei professori | ELIMINATO per volere dei professori | ELIMINATO per volere dei professori | ELIMINATO per volere dei professori | ELIMINATO per volere dei professori | ELIMINATO per volere dei professori | ELIMINATO per volere dei professori | ELIMINATO per volere dei professori | ELIMINATO per volere dei professori  | ELIMINATO per volere dei professori  | ELIMINATO per volere dei professori  | ELIMINATO per volere dei professori  | ELIMINATO per volere dei professori  |
| Giorgia   |             |             |             | +1          | –                              | N.D.                           | N.D.                           |                                |                                   | –                                 |                                   | ELIMINATA per volere dei professori | ELIMINATA per volere dei professori | ELIMINATA per volere dei professori | ELIMINATA per volere dei professori | ELIMINATA per volere dei professori | ELIMINATA per volere dei professori | ELIMINATA per volere dei professori | ELIMINATA per volere dei professori | ELIMINATA per volere dei professori | ELIMINATA per volere dei professori | ELIMINATA per volere dei professori | ELIMINATA per volere dei professori | ELIMINATA per volere dei professori | ELIMINATA per volere dei professori  | ELIMINATA per volere dei professori  | ELIMINATA per volere dei professori  | ELIMINATA per volere dei professori  | ELIMINATA per volere dei professori  |
| Alioscia  |             | N.D.        | N.D.        |             | –                              | N.D.                           | N.D.                           |                                | NON SUPERA l'esame di sbarramento | NON SUPERA l'esame di sbarramento | NON SUPERA l'esame di sbarramento | NON SUPERA l'esame di sbarramento   | NON SUPERA l'esame di sbarramento   | NON SUPERA l'esame di sbarramento   | NON SUPERA l'esame di sbarramento   | NON SUPERA l'esame di sbarramento   | NON SUPERA l'esame di sbarramento   | NON SUPERA l'esame di sbarramento   | NON SUPERA l'esame di sbarramento   | NON SUPERA l'esame di sbarramento   | NON SUPERA l'esame di sbarramento   | NON SUPERA l'esame di sbarramento   | NON SUPERA l'esame di sbarramento   | NON SUPERA l'esame di sbarramento   | NON SUPERA l'esame di sbarramento    | NON SUPERA l'esame di sbarramento    | NON SUPERA l'esame di sbarramento    | NON SUPERA l'esame di sbarramento    | NON SUPERA l'esame di sbarramento    |
| Sofia     |             | +1          | +1          |             | PERDE la sfida contro Giuseppe | PERDE la sfida contro Giuseppe | PERDE la sfida contro Giuseppe | PERDE la sfida contro Giuseppe | PERDE la sfida contro Giuseppe    | PERDE la sfida contro Giuseppe    | PERDE la sfida contro Giuseppe    | PERDE la sfida contro Giuseppe      | PERDE la sfida contro Giuseppe      | PERDE la sfida contro Giuseppe      | PERDE la sfida contro Giuseppe      | PERDE la sfida contro Giuseppe      | PERDE la sfida contro Giuseppe      | PERDE la sfida contro Giuseppe      | PERDE la sfida contro Giuseppe      | PERDE la sfida contro Giuseppe      | PERDE la sfida contro Giuseppe      | PERDE la sfida contro Giuseppe      | PERDE la sfida contro Giuseppe      | PERDE la sfida contro Giuseppe      | PERDE la sfida contro Giuseppe       | PERDE la sfida contro Giuseppe       | PERDE la sfida contro Giuseppe       | PERDE la sfida contro Giuseppe       | PERDE la sfida contro Giuseppe       |

### Canto
| Settimana    | 1           | 2           | 2           | 2           | 3           | 3           | 4           | 4           | 5           | 5           | 5                                   | 6                                   | 7                                   | 7                                   | 8                                   | 9                                   | 9                                   | 10                                  | 10                                  | 10                                  | 11                                  | 11                                  | 11                                  | 12                                  | 12                                  | 13                                  | 13                                  |
| ------------ | ----------- | ----------- | ----------- | ----------- | ----------- | ----------- | ----------- | ----------- | ----------- | ----------- | ----------------------------------- | ----------------------------------- | ----------------------------------- | ----------------------------------- | ----------------------------------- | ----------------------------------- | ----------------------------------- | ----------------------------------- | ----------------------------------- | ----------------------------------- | ----------------------------------- | ----------------------------------- | ----------------------------------- | ----------------------------------- | ----------------------------------- | ----------------------------------- | ----------------------------------- |
| Nyv          |             | C +1        | C +1        | –           | C N.D.      | C N.D.      | C +1        | –           | C           | C           | –                                   | –                                   | N.D.                                |                                     | [ N 4 ]                             |                                     | +1                                  | N.D.                                | N.D.                                |                                     | N.D.                                | N.D.                                |                                     |                                     |                                     | +1                                  | +1                                  |
| Giulia       |             |             |             | –           | +1          | +1          | +1          |             | N.D.        | N.D.        | –                                   | –                                   | C +1                                | –                                   | [ N 4 ]                             | C                                   | C                                   | C                                   |                                     |                                     | C                                   | C                                   |                                     | C                                   |                                     | C +1                                | C +1                                |
| Gaia         |             | C N.D.      | C N.D.      |             |             | C +1        | C +1        |             | C +1        | C +1        | –                                   | –                                   | C N.D.                              | –                                   | [ N 4 ]                             | C +1                                | C +1                                | C N.D.                              | C N.D.                              |                                     | C +1                                |                                     |                                     | C +1                                |                                     | C +1                                | C +1                                |
| Jacopo       |             | +1          | +1          |             | N.D.        | N.D.        |             | –           | N.D.        | N.D.        | –                                   | –                                   | N.D.                                |                                     | [ N 4 ]                             |                                     |                                     | +1                                  | +1                                  | –                                   | N.D.                                | N.D.                                |                                     | +1                                  |                                     |                                     |                                     |
| Francesco    |             | N.D.        | N.D.        | –           |             |             | +1          |             | N.D.        | N.D.        | –                                   | –                                   | N.D.                                | –                                   | [ N 4 ]                             | +1                                  | +1                                  | N.D.                                | N.D.                                | –                                   |                                     |                                     |                                     | +1                                  |                                     |                                     |                                     |
| Martina      |             |             |             | [ N 7 ]     |             | N.D.        |             |             | N.D.        | N.D.        | –                                   | –                                   |                                     | –                                   | [ N 4 ]                             | N.D.                                | N.D.                                |                                     | N.D.                                |                                     | +1                                  | +1                                  |                                     | +1                                  |                                     | N.D.                                |                                     |
| Stefano      |             | N.D.        | N.D.        | –           | N.D.        | N.D.        | N.D.        | –           |             |             | –                                   | –                                   | N.D.                                | –                                   | [ N 4 ]                             |                                     |                                     | N.D.                                | N.D.                                |                                     | N.D.                                | N.D.                                |                                     |                                     |                                     | N.D.                                |                                     |
| Francesca    | Non in gara | Non in gara | Non in gara | Non in gara | Non in gara | Non in gara | Non in gara | Non in gara | Non in gara | Non in gara | Non in gara                         | Non in gara                         |                                     | –                                   | [ N 4 ]                             | N.D.                                | N.D.                                |                                     |                                     | –                                   | N.D.                                | N.D.                                |                                     | NON SUPERA l'esame di sbarramento   | NON SUPERA l'esame di sbarramento   | NON SUPERA l'esame di sbarramento   | NON SUPERA l'esame di sbarramento   |
| Devil Angelo |             |             |             | –           | N.D.        | N.D.        | +1          |             | +1          | +1          |                                     | –                                   | N.D.                                | –                                   | [ N 4 ]                             | N.D.                                | N.D.                                | +1                                  | +1                                  | –                                   | N.D.                                |                                     | NON SUPERA l'esame di sbarramento   | NON SUPERA l'esame di sbarramento   | NON SUPERA l'esame di sbarramento   | NON SUPERA l'esame di sbarramento   | NON SUPERA l'esame di sbarramento   |
| Skioffi      | Non in gara |             | +1          |             | [ N 8 ]     | [ N 8 ]     |             | [ N 9 ]     | N.D.        | N.D.        | –                                   | –                                   | N.D.                                | –                                   | [ N 4 ]                             | N.D.                                |                                     | NON SUPERA l'esame di sbarramento   | NON SUPERA l'esame di sbarramento   | NON SUPERA l'esame di sbarramento   | NON SUPERA l'esame di sbarramento   | NON SUPERA l'esame di sbarramento   | NON SUPERA l'esame di sbarramento   | NON SUPERA l'esame di sbarramento   | NON SUPERA l'esame di sbarramento   | NON SUPERA l'esame di sbarramento   | NON SUPERA l'esame di sbarramento   |
| Michelangelo |             | N.D.        | N.D.        | –           | N.D.        | N.D.        |             |             | N.D.        | N.D.        | –                                   | –                                   |                                     | PERDE la sfida contro Francesca     | PERDE la sfida contro Francesca     | PERDE la sfida contro Francesca     | PERDE la sfida contro Francesca     | PERDE la sfida contro Francesca     | PERDE la sfida contro Francesca     | PERDE la sfida contro Francesca     | PERDE la sfida contro Francesca     | PERDE la sfida contro Francesca     | PERDE la sfida contro Francesca     | PERDE la sfida contro Francesca     | PERDE la sfida contro Francesca     | PERDE la sfida contro Francesca     | PERDE la sfida contro Francesca     |
| Inico        |             | N.D.        | N.D.        | –           | N.D.        | N.D.        |             | –           |             |             | NON SUPERANO l'esame di sbarramento | NON SUPERANO l'esame di sbarramento | NON SUPERANO l'esame di sbarramento | NON SUPERANO l'esame di sbarramento | NON SUPERANO l'esame di sbarramento | NON SUPERANO l'esame di sbarramento | NON SUPERANO l'esame di sbarramento | NON SUPERANO l'esame di sbarramento | NON SUPERANO l'esame di sbarramento | NON SUPERANO l'esame di sbarramento | NON SUPERANO l'esame di sbarramento | NON SUPERANO l'esame di sbarramento | NON SUPERANO l'esame di sbarramento | NON SUPERANO l'esame di sbarramento | NON SUPERANO l'esame di sbarramento | NON SUPERANO l'esame di sbarramento | NON SUPERANO l'esame di sbarramento |

## Squadre del pomeridiano
| Squadra di Gaia             | Squadra di Gaia | Squadra di Giulia                 | Squadra di Giulia |
| Nome                        | Disciplina      | Nome                              | Disciplina        |
| Capitani                    | Capitani        | Capitani                          | Capitani          |
| --------------------------- | --------------- | --------------------------------- | ----------------- |
| Gaia Gozzi                  | canto           | Giulia Molino                     | canto             |
| Componenti                  |                 |                                   |                   |
| Javier Rojas                | classico        | Nyv (Mirella Nyvinne Pinternagel) | cantautorato      |
| Talisa Ravagnani            | hip hop         | Valentin Alexandru Dumitru        | latino            |
| Jacopo Ottonello            | canto           | Nicolai Gorodiskii                | classico          |
| Martina Beltrami            | canto           | Francesco Bertoli                 | canto             |
| Matteo Cogliandro           | ballo           | Karina Samoylenko                 | classico          |
| Stefano Farinetti           | canto           | Federico Pietrucci                | hip hop           |
| Francesca Sarasso           | canto           | Devil Angelo (Angelo Autorino)    | rap               |
| Ayoub Haraka                | hip hop         | Michelangelo Vizzini              | canto             |
| Skioffi (Giorgio Iacobelli) | rap             | Giuseppe Preziosa                 | ballo             |
| Giorgia Lopez               | ballo           | Alioscia Grossi                   | ballo             |
| Inico (Nicolò Arduini)      | band            | Sofia Di Benedetto                | ballo             |

### Riassunto sfide
|                 | Risultati |                   | Puntata | Sfida |
| --------------- | --------- | ----------------- | ------- | ----- |
| Squadra di Gaia | 2-3       | Squadra di Nyv    | 2       | 1     |
| Squadra di Gaia | 3-2       | Squadra di Nyv    | 3       | 1     |
| Squadra di Gaia | 2-3       | Squadra di Nyv    | 4       | 1     |
| Squadra di Gaia | 1-3       | Squadra di Nyv    | 5       | 1     |
| Squadra di Gaia | 2-1       | Squadra di Giulia | 6       | 1     |
| Squadra di Gaia | 2-3       | Squadra di Giulia | 8       | 1     |
| Squadra di Gaia | 1-3       | Squadra di Giulia | 9       | 1     |
| Squadra di Gaia | 3-1       | Squadra di Giulia | 10      | 1     |
| Squadra di Gaia | 3-1       | Squadra di Giulia | 11      | 1     |
| Squadra di Gaia | 1-2       | Squadra di Giulia | 11      | 2     |
| Squadra di Gaia | 2-1       | Squadra di Giulia | 12      | 1     |
| Squadra di Gaia | 0-2       | Squadra di Giulia | 12      | 2     |

## Settimane
Legenda:
     Ballo
     Canto

### Settimana 2

#### 2ª puntata
Ospiti: Marco Bocci
Nella puntata di sabato 23 novembre si sono svolte le sfide d'ingresso tra Skioffi e Gabriele, e Valentin e Javier.
| PROVA    | SKIOFFI                      | GABRIELE                     |
| I        | Comparata CANTO Paracetamolo | Comparata CANTO Paracetamolo |
| VITTORIA | SKIOFFI                      | GABRIELE                     |

| PROVA    | VALENTIN                         | JAVIER                                               |
| I        | We will rock you                 | Variazione Flammes de Paris - Pas de deux (Philippe) |
| II       | I heard it through the grapevine | Run boy run                                          |
| III      | I maschi                         | Improvvisazione Devil inside                         |
| VITTORIA | JAVIER, VALENTIN                 | JAVIER, VALENTIN                                     |

Sfida a squadre
| PROVA    | SQUADRA DI GAIA                        | SQUADRA DI GAIA     | PUNTI              | PUNTI              | SQUADRA DI NYV     | SQUADRA DI NYV            |
| -------- | -------------------------------------- | ------------------- | ------------------ | ------------------ | ------------------ | ------------------------- |
| I        | JACOPO                                 | Piccola anima       | 1                  | 0                  | Giulia             | I giardini di marzo       |
| II       | Martina                                | Yours               | 0                  | 1                  | NYV                | Blues d'alcool (inedito)  |
| III      | Giorgia                                | Like that           | 0                  | 1                  | SOFIA              | Barrio                    |
| IV       | SKIOFFI                                | Ballare (inedito)   | 1                  | 0                  | Devil Angelo       | Meriti un Oscar (inedito) |
| V        | Giorgia                                | Stringimi più forte | 0                  | 1                  | VALENTIN           | Ne me quitte pas          |
| VITTORIA | SQUADRA DI NYV 3-2                     | SQUADRA DI NYV 3-2  | SQUADRA DI NYV 3-2 | SQUADRA DI NYV 3-2 | SQUADRA DI NYV 3-2 | SQUADRA DI NYV 3-2        |
|          | IN SFIDA: GAIA, JACOPO, SKIOFFI, INICO |                     |                    |                    |                    |                           |

### Settimana 3

#### 3ª puntata
La puntata di sabato 30 novembre si apre con un'interrogazione salva-sfida da parte di Anna Pettinelli per Jacopo e Gaia.
| Allievo/a | Esito |
| --------- | ----- |
| JACOPO    |       |
| GAIA      |       |

Si prosegue quindi con le sfide di Martina, propostasi al posto degli Inico, e di Gaia.
| PROVA                              | MARTINA                | HANAMI                      |
| Commissario esterno: Sara Andreani |                        |                             |
| I                                  | Happier                | Cicatrici firmate (inedito) |
| II                                 | Il diario degli errori | Pianeti                     |
| VITTORIA                           | MARTINA                | HANAMI                      |

| PROVA                              | GAIA            | DAVIDE           |
| Commissario esterno: Sara Andreani |                 |                  |
| I                                  | Chega (inedito) | Un giorno in più |
| VITTORIA                           | GAIA            | DAVIDE           |

##### Sfida a squadre
| PROVA    | SQUADRA DI GAIA              | SQUADRA DI GAIA            | PUNTI               | PUNTI               | SQUADRA DI NYV      | SQUADRA DI NYV                     |
| -------- | ---------------------------- | -------------------------- | ------------------- | ------------------- | ------------------- | ---------------------------------- |
| I        | GIORGIA                      | Everything I wanted        | 1                   | 0                   | Alioscia            | Non avere paura                    |
| II       | GAIA                         | Can't take my eyes off you | 1                   | 0                   | Francesco           | McDonald's (inedito)               |
| III      | Javier                       | Al di là dell'amore        | 0                   | 1                   | FEDERICO            | Get right                          |
| IV       | Skioffi                      | Ballare (inedito)          | 0                   | 1                   | GIULIA              | Solo questo mi è rimasto (inedito) |
| V        | TALISA                       | Don't start now            | 1                   | 0                   | Valentin            | This business of love              |
| VITTORIA | SQUADRA DI GAIA 3-2          | SQUADRA DI GAIA 3-2        | SQUADRA DI GAIA 3-2 | SQUADRA DI GAIA 3-2 | SQUADRA DI GAIA 3-2 | SQUADRA DI GAIA 3-2                |
| VITTORIA | IN SFIDA IMMEDIATA: SOFIA    |                            |                     |                     |                     |                                    |
| VITTORIA | IN SFIDA: FEDERICO, VALENTIN |                            |                     |                     |                     |                                    |

Si procede con la sfida immediata di Sofia.
| PROVA                                | SOFIA            | GIUSEPPE        |
| Commissario esterno: Luciano Cannito |                  |                 |
| I                                    | I won't complain | Dream about you |
| VITTORIA                             | GIUSEPPE         | SOFIA           |

#### Day-time
Nel day-time di giovedì 5 dicembre si è svolta la sfida di Federico.
| PROVA                     | FEDERICO            | AYOUB       |
| Commissario esterno: Froz |                     |             |
| I                         | I always            | Juice       |
| II                        | 1985 (The Fall Off) | Light it up |
| VITTORIA                  | FEDERICO            | AYOUB       |

### Settimana 4

#### 4ª puntata
La puntata di sabato 7 dicembre si apre con la sfida di Valentin.
| PROVA                              | VALENTIN  | VALENTINA         |
| Commissario esterno: Federico Leli |           |                   |
| I                                  | Vasame    | Lady marmalade    |
| II                                 | Footloose | Thinking out loud |
| VITTORIA                           | VALENTIN  | VALENTINA         |

##### Sfida a squadre
| PROVA    | SQUADRA DI GAIA           | SQUADRA DI GAIA                                       | PUNTI              | PUNTI              | SQUADRA DI NYV             | SQUADRA DI NYV                    |
| -------- | ------------------------- | ----------------------------------------------------- | ------------------ | ------------------ | -------------------------- | --------------------------------- |
| I        | Talisa                    | Taki Taki                                             | 0                  | 1                  | VALENTIN                   | Hey Ma                            |
| II       | GAIA                      | Ordinary people                                       | 1                  | 0                  | Michelangelo               | Puoi fidarti di me                |
| III      | Jacopo, Martina e Skioffi | Medley Can't help falling in love / Bohemian Rhapsody | 0                  | 1                  | DEVIL ANGELO, GIULIA E NYV | Old town road                     |
| IV       | JAVIER                    | Comparata BALLO Before the hidden                     | 1                  | 0                  | Giuseppe                   | Comparata BALLO Before the hidden |
| V        | Inico                     | Ti dimentico domani (inedito)                         | 0                  | 1                  | FRANCESCO                  | Roxanne                           |
| VITTORIA | SQUADRA DI NYV 3-2        | SQUADRA DI NYV 3-2                                    | SQUADRA DI NYV 3-2 | SQUADRA DI NYV 3-2 | SQUADRA DI NYV 3-2         | SQUADRA DI NYV 3-2                |
| VITTORIA | IN SFIDA IMMEDIATA: NYV   |                                                       |                    |                    |                            |                                   |
| VITTORIA | IN SFIDA: GAIA            |                                                       |                    |                    |                            |                                   |

Si procede con la sfida immediata di Nyv.
| PROVA                              | NYV                      | DIEGO                |
| Commissario esterno: Klaus Bonoldi |                          |                      |
| I                                  | Blues d'alcool (inedito) | You are so beautiful |
| II                                 | Young and Beautiful      | Normale (inedito)    |
| VITTORIA                           | NYV                      | DIEGO                |

#### Day-time
Nel day-time di lunedì 9 dicembre si è svolta la sfida di Gaia.
| PROVA                              | GAIA             | LUCREZIA                    |
| Commissario esterno: Klaus Bonoldi |                  |                             |
| I                                  | Toxic            | Linea di lucidità (inedito) |
| II                                 | Fucsia (inedito) | Maybe                       |
| VITTORIA                           | GAIA             | LUCREZIA                    |

Dal day-time del 13 dicembre prendono il via gli esami di sbarramento.
| Allievo/a    | Esibizione             | Esito     |
| ------------ | ---------------------- | --------- |
| DEVIL ANGELO | Raggio di sole         | Promosso  |
| TALISA       | Ocean drive            | Promossa  |
| TALISA       | Taki taki              | Promossa  |
| VALENTIN     | Tumarakatum            | Promosso  |
| ALIOSCIA     | Reality                | Eliminato |
| ALIOSCIA     | Zombie                 | Eliminato |
| GIULIA       | I giardini di marzo    | Promossa  |
| GIUSEPPE     | Epilogue               | Promosso  |
| GIORGIA      | Skin                   | Promossa  |
| FRANCESCO    | Roxanne                | Promosso  |
| MARTINA      | Il diario degli errori | Promossa  |
| MARTINA      | When we were young     | Promossa  |
| MICHELANGELO | Mi ami davvero         | Promosso  |
| MICHELANGELO | Puoi fidarti di me     | Promosso  |

### Settimana 5

#### 5ª puntata
Ospiti: Lilli Gruber, Emma
La puntata di sabato 14 dicembre comincia con gli ultimi esami di sbarramento.
| Allievo | Esibizione           | Esito     |
| ------- | -------------------- | --------- |
| STEFANO | Inadeguato (inedito) | Promosso  |
| INICO   | 1969                 | Eliminati |

##### Torneo deiMigliori
In puntata viene indetto il Torneo dei Migliori: i Migliori sono immuni dalla sfida immediata e chi risulterà tra i Migliori per due volte di fila riceverà un premio.
Gli altri ragazzi possono sfidare uno dei Migliori per prendere il suo posto, scegliendo anche il professore che giudicherà la sfida.
| Migliori attuali: BALLO: Federico e Javier. CANTO: Skioffi, Jacopo, Gaia e Nyv. | Migliori attuali: BALLO: Federico e Javier. CANTO: Skioffi, Jacopo, Gaia e Nyv. | Migliori attuali: BALLO: Federico e Javier. CANTO: Skioffi, Jacopo, Gaia e Nyv. |
| Professore votante: Anna Pettinelli                                             | Professore votante: Anna Pettinelli                                             | Professore votante: Anna Pettinelli                                             |
| PROVA                                                                           | FRANCESCO                                                                       | JACOPO                                                                          |
| ------------------------------------------------------------------------------- | ------------------------------------------------------------------------------- | ------------------------------------------------------------------------------- |
| I                                                                               | Geloso (inedito)                                                                | Ti aspetto                                                                      |
| MIGLIORE                                                                        | JACOPO                                                                          | JACOPO                                                                          |
|                                                                                 |                                                                                 |                                                                                 |
| Professore votante: Rudy Zerbi                                                  |                                                                                 |                                                                                 |
| PROVA                                                                           | GIULIA                                                                          | GAIA                                                                            |
| I                                                                               | Happy days                                                                      | Che cosa c'è                                                                    |
| II                                                                              | Va tutto bene (inedito)                                                         | Fucsia (inedito)                                                                |
| MIGLIORE                                                                        | GIULIA                                                                          | GIULIA                                                                          |

##### Sfida a squadre
| PROVA    | SQUADRA DI GAIA                      | SQUADRA DI GAIA    | PUNTI              | PUNTI              | SQUADRA DI NYV     | SQUADRA DI NYV           |
| -------- | ------------------------------------ | ------------------ | ------------------ | ------------------ | ------------------ | ------------------------ |
| I        | Giorgia                              | Sciccherie         | 0                  | 1                  | VALENTIN           | Sax                      |
| II       | Stefano                              | Trouble            | 0                  | 1                  | DEVIL ANGELO       | Disordine (inedito)      |
| III      | GAIA                                 | Calma (inedito)    | 1                  | 0                  | Nyv                | Blues d'alcool (inedito) |
| IV       | Talisa                               | Bad guy            | 0                  | 1                  | FEDERICO           | Daft Punk                |
| VITTORIA | SQUADRA DI NYV 3-1                   | SQUADRA DI NYV 3-1 | SQUADRA DI NYV 3-1 | SQUADRA DI NYV 3-1 | SQUADRA DI NYV 3-1 | SQUADRA DI NYV 3-1       |
| VITTORIA | IN SFIDA IMMEDIATA: GIORGIA, MARTINA |                    |                    |                    |                    |                          |
| VITTORIA | IN SFIDA: DEVIL ANGELO               |                    |                    |                    |                    |                          |

Si procede con le sfide immediate di Giorgia e Martina.
| PROVA                           | GIORGIA                         | FEDERICA                        |
| Commissario esterno: Emanuel Lo | Commissario esterno: Emanuel Lo | Commissario esterno: Emanuel Lo |
| ------------------------------- | ------------------------------- | ------------------------------- |
| I                               | Next To Me                      | Love on the brain               |
| II                              | Like that                       | Change is everything            |
| VITTORIA                        | GIORGIA                         | FEDERICA                        |

| PROVA                             | MARTINA                           | REBECCA                           |
| Commissario esterno: Luca Dondoni | Commissario esterno: Luca Dondoni | Commissario esterno: Luca Dondoni |
| --------------------------------- | --------------------------------- | --------------------------------- |
| I                                 | Se ti va (inedito)                | Ribelle (inedito)                 |
| VITTORIA                          | MARTINA                           | REBECCA                           |

#### Day-time
Nel day-time di venerdì 20 dicembre si svolge la sfida di Devil Angelo.
| PROVA                               | DEVIL ANGELO                        | HAL                                 |
| Commissario esterno: Charlie Rapino | Commissario esterno: Charlie Rapino | Commissario esterno: Charlie Rapino |
| ----------------------------------- | ----------------------------------- | ----------------------------------- |
| I                                   | Disordine (inedito)                 | Tokio e Rio (inedito)               |
| VITTORIA                            | DEVIL ANGELO                        | HAL                                 |

Nella stessa puntata si svolgono gli esami scritti: chi non otterrà la media del 6 dovrà affrontare una sfida.
Legenda:
 SÌ
 NO 
| Allievo/a | Corso                             | Corso                               | Esito    |
| Allievo/a | Storia della danza (A. Celentano) | Hip-hop (T. Steffens e V. Peparini) | Esito    |
| --------- | --------------------------------- | ----------------------------------- | -------- |
| VALENTIN  | [ N 20 ]                          | [ N 20 ]                            | In sfida |
| FEDERICO  |                                   |                                     | Promosso |
| GIORGIA   |                                   | Rimandata                           |          |
| JAVIER    |                                   | Rimandato                           |          |
| TALISA    |                                   | Rimandata                           |          |

| Allievo/a    | Corso            | Corso                               | Corso                              | Esito     |
| Allievo/a    | Chitarra (Stash) | Storia della musica (A. Pettinelli) | Come funziona la musica (R. Zerbi) | Esito     |
| ------------ | ---------------- | ----------------------------------- | ---------------------------------- | --------- |
| DEVIL ANGELO |                  |                                     |                                    | Rimandato |
| FRANCESCO    |                  |                                     |                                    | Rimandato |
| GAIA         |                  | Promossa                            |                                    |           |
| GIULIA       |                  | Promossa                            |                                    |           |
| JACOPO       |                  | Rimandato                           |                                    |           |
| MARTINA      |                  | Promossa                            |                                    |           |
| MICHELANGELO |                  | Rimandato                           |                                    |           |
| NYV          | Rimandata        |                                     |                                    |           |
| SKIOFFI      | Rimandato        |                                     |                                    |           |
| STEFANO      |                  | Promosso                            |                                    |           |

### Settimana 6

#### Day-time
Nel day-time di mercoledì 8 gennaio i professori di ballo decidono, di comune accordo, di eliminare Giorgia in quanto ritenuta attualmente la meno preparata tra tutti gli allievi di ballo nella scuola. Al suo posto entra nel day-time di venerdì 10 gennaio il ballerino Ayoub, voluto da Timor Steffens.
| Allievo/a | Esito            |
| --------- | ---------------- |
| GIORGIA   | Eliminata        |
| AYOUB     | Ottiene il banco |

### Settimana 7

#### 6ª puntata
La puntata di sabato 11 gennaio comincia con la sfida di Valentin. 
| PROVA                            | VALENTIN                         | BENEDETTA                        |
| Commissario esterno: Nancy Berti | Commissario esterno: Nancy Berti | Commissario esterno: Nancy Berti |
| -------------------------------- | -------------------------------- | -------------------------------- |
| I                                | Whachuwannadu                    | Straight to number one           |
| II                               | Ancora, ancora, ancora           | Sweet like cola                  |
| VITTORIA                         | VALENTIN                         | BENEDETTA                        |

I professori di ballo decidono, come fatto precedentemente con Giorgia, di comune accordo, di eliminare Giuseppe in quanto ritenuto attualmente il meno preparato tra tutti gli allievi di ballo nella scuola. Al suo posto entra la ballerina Karina, voluta da Alessandra Celentano.
| Allievo  | Esito     |
| -------- | --------- |
| GIUSEPPE | Eliminato |

| Allieva | Esibizione             | Esito            |
| ------- | ---------------------- | ---------------- |
| KARINA  | Variazione La Bayadère | Ottiene il banco |

##### Torneo deiMigliori
| Migliori attuali: BALLO: Federico e Javier. CANTO: Devil Angelo e Giulia. | Migliori attuali: BALLO: Federico e Javier. CANTO: Devil Angelo e Giulia. | Migliori attuali: BALLO: Federico e Javier. CANTO: Devil Angelo e Giulia. |
| Professore votante: Rudy Zerbi                                            | Professore votante: Rudy Zerbi                                            | Professore votante: Rudy Zerbi                                            |
| SFIDANTI                                                                  | GIULIA                                                                    | GAIA                                                                      |
| ------------------------------------------------------------------------- | ------------------------------------------------------------------------- | ------------------------------------------------------------------------- |
| I                                                                         | Va tutto bene (inedito)                                                   | Olha (inedito)                                                            |
| II                                                                        | Comparata CANTO Quando finisce un amore                                   | Comparata CANTO Quando finisce un amore                                   |
| MIGLIORE                                                                  | GIULIA                                                                    | GIULIA                                                                    |
|                                                                           |                                                                           |                                                                           |
| Professore votante: Timor Steffens                                        |                                                                           |                                                                           |
| SFIDANTI                                                                  | FEDERICO                                                                  | TALISA                                                                    |
| I                                                                         | Comparata BALLO Bassa Sababa                                              | Comparata BALLO Bassa Sababa                                              |
| MIGLIORE                                                                  | FEDERICO                                                                  | FEDERICO                                                                  |

##### Sfida a squadre
| PROVA    | SQUADRA DI GAIA                  | SQUADRA DI GAIA                | PUNTI               | PUNTI               | SQUADRA DI GIULIA   | SQUADRA DI GIULIA    |
| -------- | -------------------------------- | ------------------------------ | ------------------- | ------------------- | ------------------- | -------------------- |
| I        | TALISA                           | It's a man's man's man's world | 1                   | 0                   | Valentin            | Liberian girl        |
| II       | Martina                          | Dance monkey                   | 0                   | 1                   | GIULIA              | Dove sta Zazà?       |
| III      | JAVIER                           | That's life                    | 1                   | 0                   | Federico            | I put a spell on you |
| VITTORIA | SQUADRA DI GAIA 2-1              | SQUADRA DI GAIA 2-1            | SQUADRA DI GAIA 2-1 | SQUADRA DI GAIA 2-1 | SQUADRA DI GAIA 2-1 | SQUADRA DI GAIA 2-1  |
|          | IN SFIDA IMMEDIATA: MICHELANGELO |                                |                     |                     |                     |                      |

Si procede con la sfida immediata di Michelangelo.
| PROVA                                | MICHELANGELO                 | FRANCESCA            |
| Commissario esterno: Adriano Pennino |                              |                      |
| I                                    | La sua maglia rosa (inedito) | Anti amore (inedito) |
| VITTORIA                             | FRANCESCA                    | MICHELANGELO         |

#### Day-time
Nel day-time di lunedì 13 gennaio iniziano gli esami di recupero per chi non ha superato il test scritto. 
| Allievo      | Esito | Verdetto           |
| ------------ | ----- | ------------------ |
| DEVIL ANGELO |       | Salvo              |
| SKIOFFI      |       | Salvo              |
| FRANCESCO    |       | Salvo              |
| JACOPO       |       | In sfida immediata |
| NYV          |       | In sfida immediata |
| JAVIER       |       | In sfida immediata |
| TALISA       |       | In sfida immediata |

Jacopo, Javier, Nyv e Talisa non superano l'esame e quindi vanno in sfida immediata.
| PROVA                                | JACOPO                               | AMABILE                              |
| Commissario esterno: Adriano Pennino | Commissario esterno: Adriano Pennino | Commissario esterno: Adriano Pennino |
| ------------------------------------ | ------------------------------------ | ------------------------------------ |
| I                                    | How to save a life                   | Vuoi fidarti di me                   |
| II                                   | Una canzone che non so               | Per sempre                           |
| VITTORIA                             | JACOPO                               | AMABILE                              |

| PROVA                                | NYV                                  | MARIAM                               |
| Commissario esterno: Adriano Pennino | Commissario esterno: Adriano Pennino | Commissario esterno: Adriano Pennino |
| ------------------------------------ | ------------------------------------ | ------------------------------------ |
| I                                    | Per favore (inedito)                 | Abbi cura di te (inedito)            |
| VITTORIA                             | NYV                                  | MARIAM                               |

| PROVA                           | JAVIER                                            | ERMELINDA |
| Commissario esterno: Emanuel Lo |                                                   |           |
| I                               | Variazione Diane et Actéon - Pas de deux (Actéon) | Carmen    |
| VITTORIA                        | JAVIER                                            | ERMELINDA |

| PROVA                           | TALISA                          | ELEONORA                        |
| Commissario esterno: Emanuel Lo | Commissario esterno: Emanuel Lo | Commissario esterno: Emanuel Lo |
| ------------------------------- | ------------------------------- | ------------------------------- |
| I                               | I feel love                     | Dengue Drums                    |
| VITTORIA                        | TALISA                          | ELEONORA                        |

##### Torneo deiMigliori
| Migliori attuali: BALLO: Javier, Federico e Karina. CANTO: Devil Angelo, Giulia e Nyv. | Migliori attuali: BALLO: Javier, Federico e Karina. CANTO: Devil Angelo, Giulia e Nyv. | Migliori attuali: BALLO: Javier, Federico e Karina. CANTO: Devil Angelo, Giulia e Nyv. |
| Professore votante: Anna Pettinelli                                                    | Professore votante: Anna Pettinelli                                                    | Professore votante: Anna Pettinelli                                                    |
| SFIDANTI                                                                               | GIULIA                                                                                 | STEFANO                                                                                |
| -------------------------------------------------------------------------------------- | -------------------------------------------------------------------------------------- | -------------------------------------------------------------------------------------- |
| I                                                                                      | Happy Days                                                                             | Another Love                                                                           |
| MIGLIORE                                                                               | GIULIA                                                                                 | GIULIA                                                                                 |
|                                                                                        |                                                                                        |                                                                                        |
| Professore votante: Anna Pettinelli                                                    |                                                                                        |                                                                                        |
| SFIDANTI                                                                               | DEVIL ANGELO                                                                           | FRANCESCO                                                                              |
| I                                                                                      | Stavo pensando a te                                                                    | Rescue me                                                                              |
| MIGLIORE                                                                               | FRANCESCO                                                                              | FRANCESCO                                                                              |

### Settimana 8

#### 7ª puntata
Ospite: Annalisa

##### Torneo deiMigliori
| Migliori attuali: BALLO: Federico e Karina. CANTO: Francesco, Giulia e Nyv. | Migliori attuali: BALLO: Federico e Karina. CANTO: Francesco, Giulia e Nyv. | Migliori attuali: BALLO: Federico e Karina. CANTO: Francesco, Giulia e Nyv. |
| --------------------------------------------------------------------------- | --------------------------------------------------------------------------- | --------------------------------------------------------------------------- |
|                                                                             |                                                                             |                                                                             |
| Professore votante: Rudy Zerbi                                              |                                                                             |                                                                             |
| SFIDANTI                                                                    | GIULIA                                                                      | GAIA                                                                        |
| I                                                                           | Tu sì 'na cosa grande                                                       | People Help the People                                                      |
| II                                                                          | Nietzsche (inedito)                                                         | Olha (inedito)                                                              |
| MIGLIORE                                                                    | GIULIA                                                                      | GIULIA                                                                      |
|                                                                             |                                                                             |                                                                             |
| Professore votante: Veronica Peparini                                       |                                                                             |                                                                             |
| SFIDANTI                                                                    | KARINA                                                                      | TALISA                                                                      |
| I                                                                           | Variazione Pas de deux                                                      | Cry for help                                                                |
| MIGLIORE                                                                    | TALISA, KARINA                                                              | TALISA, KARINA                                                              |

#### Day-time
| TORNEO DEI MIGLIORI                                                                 | TORNEO DEI MIGLIORI                                                                 | TORNEO DEI MIGLIORI                                                                 |
| Migliori attuali: BALLO: Federico, Karina e Talisa. CANTO: Francesco, Giulia e Nyv. | Migliori attuali: BALLO: Federico, Karina e Talisa. CANTO: Francesco, Giulia e Nyv. | Migliori attuali: BALLO: Federico, Karina e Talisa. CANTO: Francesco, Giulia e Nyv. |
| ----------------------------------------------------------------------------------- | ----------------------------------------------------------------------------------- | ----------------------------------------------------------------------------------- |
|                                                                                     |                                                                                     |                                                                                     |
| Professore votante: Veronica Peparini                                               |                                                                                     |                                                                                     |
| SFIDANTI                                                                            | KARINA                                                                              | AYOUB                                                                               |
| I                                                                                   | La donna cannone                                                                    | Get free                                                                            |
| MIGLIORE                                                                            | KARINA                                                                              | KARINA                                                                              |
|                                                                                     |                                                                                     |                                                                                     |
| Professore votante: Rudy Zerbi                                                      |                                                                                     |                                                                                     |
| SFIDANTI                                                                            | FRANCESCO                                                                           | DEVIL ANGELO                                                                        |
| I                                                                                   | Un amore straordinario                                                              | Nove maggio                                                                         |
| II                                                                                  | Buio pesto (inedito)                                                                | Va bene così (inedito)                                                              |
| MIGLIORE                                                                            | FRANCESCO                                                                           | FRANCESCO                                                                           |
|                                                                                     |                                                                                     |                                                                                     |
| Professore votante: Anna Pettinelli                                                 |                                                                                     |                                                                                     |
| SFIDANTI                                                                            | GIULIA                                                                              | JACOPO                                                                              |
| I                                                                                   | Portami via                                                                         | A mano a mano                                                                       |
| MIGLIORE                                                                            | GIULIA                                                                              | GIULIA                                                                              |
|                                                                                     |                                                                                     |                                                                                     |
| Professore votante: Stash Fiordispino                                               |                                                                                     |                                                                                     |
| SFIDANTI                                                                            | FRANCESCO                                                                           | SKIOFFI                                                                             |
| I                                                                                   | Roxanne                                                                             | La mia signorina                                                                    |
| II                                                                                  | Mc Donald's (inedito)                                                               | Stupido iPhone (inedito)                                                            |
| MIGLIORE                                                                            | SKIOFFI                                                                             | SKIOFFI                                                                             |

### Settimana 9

#### 8ª puntata
| PROVA    | NYV              | Commissari esterni | Esito            |
| I        | Jealous          | Stefano Fisico     |                  |
| II       | Lady             | Marco Molendini    |                  |
| III      | Padre (inedito)  | Charlie Rapino     |                  |
| VERDETTO | Accede al serale | Accede al serale   | Accede al serale |

##### Sfida a squadre
| PROVA    | SQUADRA DI GAIA                         | SQUADRA DI GAIA          | PUNTI                 | PUNTI                 | SQUADRA DI GIULIA     | SQUADRA DI GIULIA       |
| -------- | --------------------------------------- | ------------------------ | --------------------- | --------------------- | --------------------- | ----------------------- |
| I        | GAIA                                    | Densa (inedito)          | 1                     | 0                     | Giulia                | Pensa                   |
| II       | JAVIER                                  | Les bourgeois            | 1                     | 0                     | Valentin              | Unstoppable             |
| III      | Stefano                                 | Le tasche piene di sassi | 0                     | 1                     | NYV                   | Cara Italia             |
| IV       | Talisa                                  | Money                    | 0                     | 1                     | FEDERICO              | Supermassive black hole |
| V        | Jacopo                                  | Sign of the times        | 0                     | 1                     | FRANCESCO             | Buio pesto (inedito)    |
| VITTORIA | SQUADRA DI GIULIA 3-2                   | SQUADRA DI GIULIA 3-2    | SQUADRA DI GIULIA 3-2 | SQUADRA DI GIULIA 3-2 | SQUADRA DI GIULIA 3-2 | SQUADRA DI GIULIA 3-2   |
|          | CANDIDATI AL SERALE: FEDERICO, VALENTIN |                          |                       |                       |                       |                         |

Chi non si è esibito della squadra perdente, in questo caso della squadra di Gaia, dovrà sostenere l'esame di sbarramento. Si svolgono gli esami quindi di sbarramento di Skioffi e Ayoub.
| Allievo | Esito     |
| ------- | --------- |
| SKIOFFI | ELIMINATI |
| AYOUB   | ELIMINATI |

### Settimana 10

#### 9ª puntata
Ospite: Gazzelle
| PROVA    | VALENTIN                         | Commissari esterni  | Esito           |
| -------- | -------------------------------- | ------------------- | --------------- |
| I        | Eri piccola così                 | Nancy Berti         |                 |
| II       | I heard it through the grapevine | Emanuel Lo          |                 |
| III      | Guarda che luna                  | Francesca Bernabini |                 |
| VERDETTO | PASSA AL SERALE                  | PASSA AL SERALE     | PASSA AL SERALE |

| Allievo | Esito   |
| ------- | ------- |
| MARTINA | SALVATA |

| PROVA    | FEDERICO             | Commissari esterni   | Esito                |
| -------- | -------------------- | -------------------- | -------------------- |
| I        | Yummy                | Nancy Berti          |                      |
| II       | –                    | –                    | N.D.                 |
| III      | –                    | –                    | N.D.                 |
| VERDETTO | Non accede al serale | Non accede al serale | Non accede al serale |

##### Sfida a squadre
| PROVA    | SQUADRA DI GAIA                      | SQUADRA DI GAIA       | PUNTI                 | PUNTI                 | SQUADRA DI GIULIA     | SQUADRA DI GIULIA           |
| -------- | ------------------------------------ | --------------------- | --------------------- | --------------------- | --------------------- | --------------------------- |
| I        | Francesca                            | Credimi ancora        | 0                     | 1                     | DEVIL ANGELO          | Tua per sempre              |
| II       | Talisa                               | La casa azul          | 0                     | 1                     | VALENTIN              | Pushin on                   |
| III      | JACOPO                               | Blue monday (inedito) | 1                     | 0                     | Giulia                | Malo                        |
| IV       | Talisa                               | Lurkin'               | 0                     | 1                     | NICOLAI               | Variazione Lo schiaccianoci |
| VITTORIA | SQUADRA DI GIULIA 3-1                | SQUADRA DI GIULIA 3-1 | SQUADRA DI GIULIA 3-1 | SQUADRA DI GIULIA 3-1 | SQUADRA DI GIULIA 3-1 | SQUADRA DI GIULIA 3-1       |
|          | CANDIDATI AL SERALE: GIULIA, NICOLAI |                       |                       |                       |                       |                             |

| PROVA    | GIULIA                  | Commissari esterni | Esito            |
| -------- | ----------------------- | ------------------ | ---------------- |
| I        | Vedrai vedrai           | Filippo Ferrari    |                  |
| II       | Quando finisce un amore | Marco Mangiarotti  |                  |
| III      | Va tutto bene (inedito) | Charlie Rapino     |                  |
| VERDETTO | Accede al serale        | Accede al serale   | Accede al serale |

| PROVA    | NICOLAI                                            | Commissari esterni  | Esito            |
| -------- | -------------------------------------------------- | ------------------- | ---------------- |
| I        | Variazione Lo schiaccianoci - Pas de deux (Prince) | Nancy Berti         |                  |
| II       | The power of love                                  | Emanuel Lo          |                  |
| III      | Variazione Giselle - II Atto (Albrecht)            | Francesca Bernabini |                  |
| VERDETTO | Accede al serale                                   | Accede al serale    | Accede al serale |

#### Day-time
| Allievo | Esito   |
| ------- | ------- |
| GAIA    | SALVATA |
| STEFANO | SALVATO |
| MARTINA | SALVATA |
| MATTEO  | SALVATO |

### Settimana 11

#### 10ª puntata
Ospite: Mahmood

##### Sfida a squadre
| PROVA    | SQUADRA DI GAIA                   | SQUADRA DI GAIA     | PUNTI               | PUNTI               | SQUADRA DI GIULIA   | SQUADRA DI GIULIA            |
| -------- | --------------------------------- | ------------------- | ------------------- | ------------------- | ------------------- | ---------------------------- |
| I        | GAIA                              | Wrecking ball       | 1                   | 0                   | Giulia              | Amore a lieto fine (inedito) |
| II       | Javier                            | Quimbara            | 0                   | 1                   | FEDERICO            | Brother                      |
| III      | MARTINA                           | Flashlight          | 1                   | 0                   | Francesco           | Without you                  |
| IV       | MATTEO                            | Accetto miracoli    | 1                   | 0                   | Karina              | Luna diamante                |
| VITTORIA | SQUADRA DI GAIA 3-1               | SQUADRA DI GAIA 3-1 | SQUADRA DI GAIA 3-1 | SQUADRA DI GAIA 3-1 | SQUADRA DI GAIA 3-1 | SQUADRA DI GAIA 3-1          |
|          | CANDIDATI AL SERALE: GAIA, JAVIER |                     |                     |                     |                     |                              |

| PROVA    | GAIA                  | Commissari esterni | Esito            |
| -------- | --------------------- | ------------------ | ---------------- |
| I        | Generale              | Mattia Marzi       |                  |
| II       | Chega (inedito)       | Marco Molendini    |                  |
| III      | Coco Chanel (inedito) | Charlie Rapino     |                  |
| VERDETTO | Accede al serale      | Accede al serale   | Accede al serale |

| PROVA    | JAVIER                                     | Commissari esterni  | Esito            |
| -------- | ------------------------------------------ | ------------------- | ---------------- |
| I        | Blun7 a swishland                          | Emanuel Lo          |                  |
| II       | Variazione Le Corsaire - II Atto (Allegro) | Francesca Bernabini |                  |
| III      | Per due che come noi                       | Nancy Berti         |                  |
| VERDETTO | Accede al serale                           | Accede al serale    | Accede al serale |

| Allievo      | Esito     |
| ------------ | --------- |
| DEVIL ANGELO | ELIMINATO |

#### Day-time
I professori durante la settimana continuano gli esami di sbarramento in modo da selezionare e scegliere chi potrà continuare la sua corsa verso il serale.
| Allievo/a | Esito            |
| --------- | ---------------- |
| JACOPO    | SALVATO          |
| STEFANO   | SALVATO          |
| FRANCESCA | ELIMINATA        |
| MARTINA   | SALVATA          |
| FEDERICO  | SALVATO          |
| TALISA    | SALVATA          |
| MATTEO    | SALVATO          |
| FRANCESCO | SALVATO          |
| MARTINA   | GIUDIZIO SOSPESO |
| KARINA    | SALVATA          |
| STEFANO   | GIUDIZIO SOSPESO |
| TALISA    | GIUDIZIO SOSPESO |
| FRANCESCO | GIUDIZIO SOSPESO |

### Settimana 12

#### 11ª puntata
Ospiti: Elodie, Alberto Urso, Giordana Angi, Enrico Nigiotti

##### 1ª sfida a squadre
| PROVA    | SQUADRA DI GAIA             | SQUADRA DI GAIA       | PUNTI               | PUNTI               | SQUADRA DI GIULIA   | SQUADRA DI GIULIA   |
| -------- | --------------------------- | --------------------- | ------------------- | ------------------- | ------------------- | ------------------- |
| I        | Matteo                      | Rapide                | 0                   | 1                   | VALENTIN            | Purple Rain         |
| II       | MARTINA                     | Cara me (inedito)     | 1                   | 0                   | Francesco           | Laura non c'è       |
| III      | JAVIER                      | Bella ciao            | 1                   | 0                   | Karina              | Love                |
| IV       | GAIA                        | Coco Chanel (inedito) | 1                   | 0                   | Nyv                 | Treasure            |
| VITTORIA | SQUADRA DI GAIA 3-1         | SQUADRA DI GAIA 3-1   | SQUADRA DI GAIA 3-1 | SQUADRA DI GAIA 3-1 | SQUADRA DI GAIA 3-1 | SQUADRA DI GAIA 3-1 |
|          | CANDIDATO AL SERALE: TALISA |                       |                     |                     |                     |                     |

| PROVA    | TALISA           | Commissari esterni  | Esito           |
| I        | La casa azul     | Nancy Berty         |                 |
| II       | Lurkin'          | Emanuel Lo          |                 |
| III      | What have I done | Francesca Bernabini |                 |
| VERDETTO | PASSA AL SERALE  | PASSA AL SERALE     | PASSA AL SERALE |

##### 2ª sfida a squadre
| PROVA    | SQUADRA DI GAIA                | SQUADRA DI GAIA         | PUNTI                 | PUNTI                 | SQUADRA DI GIULIA     | SQUADRA DI GIULIA            |
| -------- | ------------------------------ | ----------------------- | --------------------- | --------------------- | --------------------- | ---------------------------- |
| I        | JACOPO                         | Cuore di mare (inedito) | 1                     | 0                     | Giulia                | Amore a lieto fine (inedito) |
| II       | Talisa                         | Desperado               | 0                     | 1                     | NICOLAI               | Hold me while you wait       |
| III      | Stefano                        | Sex on fire             | 0                     | 1                     | FRANCESCO             | Thinking out loud            |
| VITTORIA | SQUADRA DI GIULIA 2-1          | SQUADRA DI GIULIA 2-1   | SQUADRA DI GIULIA 2-1 | SQUADRA DI GIULIA 2-1 | SQUADRA DI GIULIA 2-1 | SQUADRA DI GIULIA 2-1        |
|          | CANDIDATO AL SERALE: FRANCESCO |                         |                       |                       |                       |                              |

| PROVA    | FRANCESCO            | Commissari esterni   | Esito                |
| -------- | -------------------- | -------------------- | -------------------- |
| I        | La verità            | Adriano Pennino      |                      |
| II       | McDonald's (inedito) | Renato Tortarolo     |                      |
| III      | Roxanne              | Charlie Rapino       |                      |
| VERDETTO | Non accede al serale | Non accede al serale | Non accede al serale |

#### Day-time
I professori durante la settimana continuano gli esami di sbarramento in modo da selezionare e scegliere chi potrà continuare la sua corsa verso il serale.
| Allievo   | Esito            |  | Allievo   | Esito     |
| --------- | ---------------- |  | --------- | --------- |
| JACOPO    | GIUDIZIO SOSPESO |  | JACOPO    | SALVATO   |
| KARINA    | GIUDIZIO SOSPESO |  | FRANCESCO | SALVATO   |
| STEFANO   | GIUDIZIO SOSPESO |  | KARINA    | ELIMINATA |
| MARTINA   | GIUDIZIO SOSPESO |  | MATTEO    | SALVATO   |
| MATTEO    | GIUDIZIO SOSPESO |  | MARTINA   | SALVATA   |
| FRANCESCO | GIUDIZIO SOSPESO |  | STEFANO   | SALVATO   |

### Settimana 13

#### 12ª puntata
Ospiti: Michele Bravi, Alberto Urso, Giordana Angi, Enrico Nigiotti

##### 1ª sfida a squadre
| PROVA    | SQUADRA DI GAIA             | SQUADRA DI GAIA        | PUNTI               | PUNTI               | SQUADRA DI GIULIA   | SQUADRA DI GIULIA       |
| -------- | --------------------------- | ---------------------- | ------------------- | ------------------- | ------------------- | ----------------------- |
| I        | Jacopo                      | Disinnescare (inedito) | 0                   | 1                   | GIULIA              | Va tutto bene (inedito) |
| II       | JAVIER                      | Harlequinade           | 1                   | 0                   | Valentin            | In the closet           |
| III      | GAIA                        | Coco Chanel (inedito)  | 1                   | 0                   | Francesco           | Geloso (inedito)        |
| VITTORIA | SQUADRA DI GAIA 2-1         | SQUADRA DI GAIA 2-1    | SQUADRA DI GAIA 2-1 | SQUADRA DI GAIA 2-1 | SQUADRA DI GAIA 2-1 | SQUADRA DI GAIA 2-1     |
|          | CANDIDATO AL SERALE: JACOPO |                        |                     |                     |                     |                         |

| PROVA    | JACOPO                  | Commissari esterni | Esito            |
| -------- | ----------------------- | ------------------ | ---------------- |
| I        | Cuore di mare (inedito) | Adriano Pennino    |                  |
| II       | Shallow                 | Renato Tortarolo   |                  |
| III      | Blue monday (inedito)   | Charlie Rapino     |                  |
| VERDETTO | Accede al serale        | Accede al serale   | Accede al serale |

##### 2ª sfida a squadre
| PROVA    | SQUADRA DI GAIA                | SQUADRA DI GAIA       | PUNTI                 | PUNTI                 | SQUADRA DI GIULIA     | SQUADRA DI GIULIA     |
| -------- | ------------------------------ | --------------------- | --------------------- | --------------------- | --------------------- | --------------------- |
| I        | Matteo                         | Run boy run           | 0                     | 1                     | NICOLAI               | That's amore          |
| II       | Gaia                           | No woman no cry       | 0                     | 1                     | NYV                   | L'amour toujours      |
| VITTORIA | SQUADRA DI GIULIA 2-0          | SQUADRA DI GIULIA 2-0 | SQUADRA DI GIULIA 2-0 | SQUADRA DI GIULIA 2-0 | SQUADRA DI GIULIA 2-0 | SQUADRA DI GIULIA 2-0 |
|          | CANDIDATO AL SERALE: FRANCESCO |                       |                       |                       |                       |                       |

| PROVA    | FRANCESCO            | Commissari esterni | Esito            |
| -------- | -------------------- | ------------------ | ---------------- |
| I        | McDonald's (inedito) | Adriano Pennino    |                  |
| II       | Buio pesto (inedito) | Renato Tortarolo   |                  |
| III      | Light my fire        | Charlie Rapino     |                  |
| VERDETTO | Accede al serale     | Accede al serale   | Accede al serale |

##### Assegnazione ultima maglia del serale
Per assegnare l'ultima maglia del serale disponibile vengono convocati 3 giudici esterni di canto e 3 giudici esterni di ballo. Insieme dovranno decidere a chi dare l'ultima maglia. Decidono così di assegnarla a Martina, che diventa così l'ultima allieva ad accedere al serale.
| PROVA | MATTEO  | STEFANO              | MARTINA            |
| Commissari esterni: CANTO: Adriano Pennino, Renato Tortarolo, Charlie Rapino. BALLO: Nancy Berti, Emanuel Lo, Francesca Bernabini. |         |                      |                    |
| I | Circles | Inadeguato (inedito) | Se ti va (inedito) |
| VITTORIA | MARTINA | MARTINA              | MARTINA            |

## Classifica di gradimento
Nel tabellone sono indicate le posizioni dei singoli concorrenti nella classifica di gradimento settimanale.
Legenda:

 Cantante
 Ballerino/a;
N.D.: Dato non disponibile
     Salvabile dalla classifica
     Ultimo/a in classifica e in sfida
     Eliminato/a 
| Settimana | 2     | 2            | 3        | 3            | 4        | 4            |
| --------- | ----- | ------------ | -------- | ------------ | -------- | ------------ |
| 1º        | 17.2% | Giorgia      | 16.1%    | Inico        | 15.7%    | Michelangelo |
| 2º        | 14.1% | Jacopo       | 12.7%    | Giuseppe     | 13.5%    | Jacopo       |
| 3º        | 11.6% | Inico        | 10.7%    | Michelangelo | 10.6%    | Francesco    |
| 4º        | 11.5% | Michelangelo | 9.0%     | Jacopo       | 9.6%     | Valentin     |
| 5º        | 7.4%  | Sofia        | 8.5%     | Francesco    | 9.1%     | Nyv          |
| 6º        | 7.1%  | Gaia         | 7.1%     | Giorgia      | 7.5%     | Talisa       |
| 7º        | 5.6%  | Federico     | 6.5%     | Gaia         | 7.4%     | Giulia       |
| 8º        | 4.2%  | Devil Angelo | 6.4%     | Giulia       | 4.0%     | Javier       |
| 9º        | 3.8%  | Skioffi      | 5.2%     | Alioscia     | 3.6%     | Martina      |
| 10º       | 3.1%  | Alioscia     | 4.3%     | Stefano      | 3.1%     | Giorgia      |
| 11º       | 2.8%  | Nyv          | 3.7%     | Devil Angelo | 2.9%     | Federico     |
| 12º       | 2.7%  | Francesco    | 2.7%     | Martina      | 2.7%     | Giuseppe     |
| 13º       | 2.5%  | Martina      | 2.3%     | Skioffi      | 2.5%     | Skioffi      |
| 14º       | 2.3%  | Giulia       | 2.1%     | Javier       | 2.4%     | Stefano      |
| 15º       | 1.5%  | Stefano      | 1.7%     | Talisa       | 2.1%     | Devil Angelo |
| 16º       | 1.4%  | Javier       | 1.0%     | Nyv          | 2.0%     | Inico        |
| 17º       | 1.0%  | Talisa       |          |              | 1.3%     | Alioscia     |
| 18º       | 0.2%  | Valentin     |          |              |          |              |
|           |       |              |          |              |          |              |
| Note      |       |              | [ N 25 ] | [ N 25 ]     | [ N 26 ] | [ N 26 ]     |

## Riassunto delle sfide per l'accesso al serale

### Ballo
| Allievo/a | Giudici     | Giudici      | Giudici      | Esito                       |
| Allievo/a | Nancy Berti | Emanuel Lo   | F. Bernabini | Esito                       |
| --------- | ----------- | ------------ | ------------ | --------------------------- |
| VALENTIN  |             |              |              | PASSA AL SERALE             |
|           | Nancy Berti | –            | –            |                             |
| FEDERICO  |             | N.D.         | N.D.         | NON ACCEDE ANCORA AL SERALE |
|           | Nancy Berti | Emanuel Lo   | F. Bernabini |                             |
| NICOLAI   |             |              |              | PASSA AL SERALE             |
|           | Emanuel Lo  | F. Bernabini | Nancy Berti  |                             |
| JAVIER    |             |              |              | PASSA AL SERALE             |
|           | Nancy Berti | Emanuel Lo   | F. Bernabini |                             |
| TALISA    |             |              |              | PASSA AL SERALE             |

### Canto
| Allievo/a | Giudici         | Giudici        | Giudici        | Esito                       |
| Allievo/a | Stefano Fisico  | M. Molendini   | Charlie Rapino | Esito                       |
| --------- | --------------- | -------------- | -------------- | --------------------------- |
| NYV       |                 |                |                | PASSA AL SERALE             |
|           | Filippo Ferrari | M. Mangiarotti | Charlie Rapino |                             |
| GIULIA    |                 |                |                | PASSA AL SERALE             |
|           | Mattia Marzi    | M. Molendini   | Charlie Rapino |                             |
| GAIA      |                 |                |                | PASSA AL SERALE             |
|           | A. Pennino      | R. Tortarolo   | Charlie Rapino |                             |
| FRANCESCO |                 |                |                | NON ACCEDE ANCORA AL SERALE |
|           | A. Pennino      | R. Tortarolo   | Charlie Rapino |                             |
| JACOPO    |                 |                |                | PASSA AL SERALE             |
|           | A. Pennino      | R. Tortarolo   | Charlie Rapino |                             |
| FRANCESCO |                 |                |                | PASSA AL SERALE             |

## Curiosità
Alcuni concorrenti erano già più o meno conosciuti dal pubblico, ad esempio:
- Gaia Gozzi (Guastalla, 29 settembre 1997). Nel 2016 ha partecipato alla decima edizione di X Factor, classificandosi seconda.
- Nyv (Lussemburgo, 6 marzo 1997). Nel 2017 e nel 2018 ha partecipato a Sanremo Giovani 2018.
- Alioscia Grossi (Pietrasanta, 24 aprile 2001). Nel 2009 ha partecipato alla terza edizione di Chi ha incastrato Peter Pan?
- Jacopo Ottonello (Savona, 22 gennaio 1999). Ha partecipato ai casting di X Factor.
- Devil Angelo (San Giuseppe Vesuviano, 22 agosto 1998). Prima di entrare ad Amici, era tra i semifinalisti di Sanremo Giovani 2019, ma ha abbandonato il concorso subito dopo essere stato selezionato nel talent.
- Francesco Bertoli (Milano, 3 luglio 1996). Ex frontman dei Jarvis, band concorrente della decima edizione di X Factor, ha tentato di partecipare come solista l'anno successivo, senza però essere stato selezionato.
- Michelangelo Vizzini (Roma, 11 maggio 1999). Nel 2013 ha partecipato alla quarta edizione di Io canto, mentre nel 2015 è arrivato in semifinale al Festival di Castrocaro 2015.
- Federico Pietrucci (Milano, 3 giugno 2000). Nel 2015 ha partecipato alla sesta edizione di Italia's Got Talent.
- Giulia Molino (Torre del Greco, 4 agosto 1998). Nel 2017 ha preso parte ad Uomini e donne come membro del "parterre" di possibili corteggiatrici dell'ex tronista Luca Onestini.
- Nicolò Arduini (Verona, 15 marzo 1995). Nel 2015 ha partecipato con i Traccia 24 a X Factor, eliminato ai Bootcamp.
- Talisa Ravagnani (Milano, 28 agosto 2001). Ha partecipato al video di Look at Her Now di Selena Gomez. Dopo il talent nel 2021 diventa ballerina professionista prima nella seconda edizione de Il cantante mascherato e poi sempre ad Amici come ballerina professionista e nello stesso anno è diventata la velina bionda di Striscia la notizia sostituendo la bionda Michaela Naeze Silva per una stagione per poi essere sostituita dalla bionda Anastasia Ronca, cosi nel 2023 ritorna ad Amici sempre come ballerina professionista.

## Ascolti

### Pomeridiano
| Puntata | Messa in onda    | Telespettatori | Share  | Fonte  |
| ------- | ---------------- | -------------- | ------ | ------ |
| 1       | 16 novembre 2019 | 3 157 000      | 20,89% | [ 8 ]  |
| 2       | 23 novembre 2019 | 2 955 000      | 18,33% | [ 9 ]  |
| 3       | 30 novembre 2019 | 2 988 000      | 20,75% | [ 10 ] |
| 4       | 7 dicembre 2019  | 2 783 000      | 19,80% | [ 11 ] |
| 5       | 14 dicembre 2019 | 2 779 000      | 19,42% | [ 12 ] |
| 6       | 11 gennaio 2020  | 2 857 000      | 18,41% | [ 13 ] |
| 7       | 18 gennaio 2020  | 3 124 000      | 19,35% | [ 14 ] |
| 8       | 25 gennaio 2020  | 3 170 000      | 19,64% | [ 15 ] |
| 9       | 1º febbraio 2020 | 3 260 000      | 20,17% | [ 16 ] |
| 10      | 8 febbraio 2020  | 2 932 000      | 18,43% | [ 17 ] |
| 11      | 15 febbraio 2020 | 3 205 000      | 21,92% | [ 18 ] |
| 12      | 22 febbraio 2020 | 3 022 000      | 19,67% | [ 19 ] |
| Media   | Media            | 3 019 000      | 19,73% |        |